# Санкт-Петербургский учебный округ
Санкт-Петербургский учебный округ (с 1914 года Петроградский учебный округ), был основан в 1803 году в числе первых шести учебных округов в Российской империи.
В его состав входили Архангельская, Вологодская (с 1824 г.), Витебская (1824 по 1829 и с 1850 по 1864 гг.), Санкт-Петербургская, Новгородская (до 1824 и с 1826 г.), Псковская, Олонецкая, и губернии.

## История
На протяжении XIX века территориальный состав округа несколько раз менялся. Так с 1824 по 1826 гг. в состав округа входила Калужская губерния; с 1824 по 1826 гг. в состав округа входила Смоленская губерния; с 1824 по 1829, а после с 1850 по 1864 гг. в состав округа входила Могилевская губерния.
Первоначально на территории округа не было университета, способного возглавить округ, и он не считался университетским. В 1818 году округ был поручен в ведение университета (С.-Петербургского) в связи с преобразованием Главного педагогического института в Санкт-Петербургский университет. Но в ходе реформы 1835 года наряду с другими округами руководство над средними и начальными учебными заведениями было полностью передано из ведения университетов в ведение попечителей.
Официальным изданием Санкт-Петербургского учебного округа являлся «Циркуляр по управлению Петербургским учебным округом», выходивший ежемесячно в Санкт-Петербурге с 1862 по 1916 год. С 1876 года выходил под названием «Циркуляр по Петербургскому учебному округу».

## Попечители
- 1803—1810 — Н. Н. Новосильцев
- 1811—1821 — граф С. С. Уваров
- 1821—1826 — Д. П. Рунич
- 1826—1833 — К. М. Бороздин
- 1833—1842 — князь М. А. Дондуков-Корсаков
- 1842—1845 — князь Г. П. Волоконский
- 1845—1856 — М. Н. Мусин-Пушкин[5]
- 1856—1858 — князь Г. А. Щербатов[6]
- 1858—1861 — И. Д. Делянов
- 1861—1862 — Г. И. Филипсон
- 1866—1876 — князь П. И. Ливен
- 1876—1880 — князь М. С. Волконский
- 1881—1884 — Ф. М. Дмитриев
- 1885—1890 — И. П. Новиков
- 1891—1899 — М. Н. Капустин[7]
- 1899—1901 — Н. Я. Сонин
- 1901—1902 — В. К. фон Анреп
- 1902—1904 — Х. С. Головин
- 1904—1906 — П. П. Извольский
- 1906—1907 — граф А. А. Бобринский
- 17.12.1907—1913 — граф А. А. Мусин-Пушкин
- 1913—1914 — С. М. Прутченко
- 1914—1916 — Н. К. Кульчицкий
- 1917—1917 — А. А. Воронов

## Статистика
Школьная перепись 1911 года показала, что в Петербургском учебном округе начальную школу посещало в то время 4,88 % от всего населения города, в том числе
- 6,17 % от мужского населения.
- 3,52 % от женского населения.[8]

В 1914 году в связи с переименованием столицы округ был переименован в Петроградский учебный округ. Под этим названием округ просуществовал до 1918 года.
По состоянию на 1915 год Петроградский учебный округ насчитывал 8,700 заведений всех типов, в которых обучалось в общей сложности 349,038 учащихся, в том числе начальных школ 8,312 с числом учащихся 310,839. В распределении по административно-территориальным составляющим округа:
- Архангельская губерния: учебных заведений — 703, учащихся — 36,264.
- Вологодская губерния: учебных заведений — 1,917, учащихся — 94,437.
- Новгородская губерния: учебных заведений — 2,406, учащихся — 114,776.
- Олонецкая губерния: учебных заведений — 845, учащихся — 28,151.
- Петроградская губерния: учебных заведений — 1,747, учащихся — 6,688.
- Псковская губерния: учебных заведений — 1,082, учащихся — 68,722.

Распределение учащихся по типам учебных заведений (в числителе — количество учащихся, в знаменателе — число учебных заведений).
| Тип заведения                                                   | 1          | 2            | 3             | 4          | 5        | 6            |
| --------------------------------------------------------------- | ---------- | ------------ | ------------- | ---------- | -------- | ------------ |
| Средние учебные заведения                                       |            |              |               |            |          |              |
| Гимназии, прогимназии, институты и лицеи                        | 1,347 4    | 4,662 16     | 3,927 13      | 1,017 4    | 5,056 26 | 3,685 14     |
| Реальные училища                                                | 150 1      | 421 2        | 1,360 7       | 136 1      | 1,120 4  | 741 3        |
| Духовные                                                        | 638 3      | 1,936 8      | 1,392 10      | 770 4      |          | 848 6        |
| Педагогические                                                  | 168 4      | 1,492 22     | 1,048 18      | 325 6      | 512 2    | 346 2        |
| Медицинские                                                     | 135 1      | 104 1        |               | 57 1       |          |              |
| Военные                                                         |            |              |               |            |          | 416 1        |
| Морские                                                         | 183 4      |              |               |            | ? 2      |              |
| Лесные и сельскохозяйственные                                   |            | 51 3         | 78 3          | 20 1       | ? 2      | 118 1        |
| Технические и ремесленные                                       | 144 3      | 503 9        | 787 8         | 154 4      | ? 1      | 74 1         |
| Коммерческие, торговые и промышленные                           |            | 134 1        | 245 2         |            | ? 2      | 150 1        |
| Художественные                                                  |            |              | 63 2          |            |          | 100 1        |
| Межевые, таксаторские и топографические                         |            |              |               |            |          | 138 1        |
| Профессиональные                                                |            |              | 354 2         |            |          |              |
| Частные учебные заведения и при церквях иностранных исповеданий | 361 5      |              | 94 3          |            | ? 115    | 329 7        |
| Прочие учебные заведения                                        |            |              |               |            |          |              |
| Религиозные нехристианские                                      | 67 2       | 46 1         |               |            |          | 197 17       |
| Начальные учебные заведения                                     |            |              |               |            |          |              |
| Низшие                                                          | 33,071 676 | 85,088 1,854 | 105,428 2,338 | 25,672 824 | ? 1,593  | 61,580 1,027 |

Примечание. Цифрами в столбцах таблицы обозначены административно-территориальные составляющие учебного округа:
- 1 — Архангельская губерния
- 2 — Вологодская губерния
- 3 — Новгородская губерния
- 4 — Олонецкая губерния
- 5 — Петроградская губерния
- 6 — Псковская губерния